# پیر ژروز
پیر ژروز (انگلیسی: Pierre Gervais) قایقران اهل فرانسه بود.